# V obležení
V obležení (v anglickém originále The Siege) je trojdílná epizoda americkokanadského sci-fi seriálu Hvězdná brána: Atlantida, ukončující jeho 1.sérii a uvozující jeho 2.sérii.

## Obsah epizod

### 1. část
Rodney McKay a Radek Zelenka vymyslí plán, jak se pokusit zastavit Wraithy ještě před Atlantidou. Chtějí znovuzapnout antický satelit, kolem kterého budou wraithské lodě prolétat a který jen pravděpodobně nemá zdroj energie. Zatímco McKay s Grodinem jsou na cestě k satelitu, Sheppardovi a zbytku týmu se nedaří najít nové vhodné alpha stanoviště. Zelenka mezitím zjišťuje že jejich autodestrukce by při obsazení města wraithy nebyla ani zdaleka tak účinná, aby jim zabránila dostat se na Zemi. Snaží se proto se svým týmem napsat virus, který by smazal celou antickou databázi.
Zatímco na satelitu se nedaří napájet zbraň z naquahdahového generátoru, na Atlantidě je seržant Beates napaden a nalezen v bezvědomí. Na jeho uniformě se najdou známky wraithské DNA. Radek Zelenka zjistí, že se wraith mohl dostat do města šipkou, která před nedávnem skenovala město. Rozšíří biometrické senzory, které rozeznají wraithy od lidí, na celé město a major Sheppard s několika lidmi jej zajmou.
Mezitím Rodney McKay opravil poškozené obvody na vnějším plášti antického satelitu a zbraň by tak měla být plně funkční. Peter Grodin zůstane na palubě satelitu, aby jej mohl skrýt před senzory wraithů, než budou v dosahu zbraní. Když se wraithové vynoří z hyperprostoru, laserový paprsek úspěšně jednu z jejich lodí zničí. Přetíží se však obvod, kterým Rodney přesměroval napájení, a satelit již nemůže střílet. Zbývající dvě lodě neváhají a satelit zničí. Grodin umírá.
Major Sheppard na Atlantidě vyslýchá zajatce, pojmenuje jej Bob, ten ale odmítá cokoli prozradit. Teyla se tedy pokusí s ním navázat wraithské spojení, ale Bob ji zastaví. Naštvaný Sheppard do něj vyprázdní několik zásobníků, na což už nestačí wraithské regenerační schopnosti. Bob tak umírá, aniž by se Atlanťané dozvěděli, co vše na Atlantidě sabotoval.
Doktorka Weirová oficiálně oznámí evakuaci Atlantidy na stanoviště alpha. Virus pro zničení databáze je připraven ke spuštění.

### 2. část
Po McKayově návratu na Atlantidu je evakuace v plném proudu a Elizabeth Weirová nastavuje autodestrukci na 10 hodin. V okamžiku, kdy chtějí vytočit adresu stanoviště α, přichází bránou ze Země plk. Everet se spoustou vojáků s úmyslem ubránit Atlantidu za každou cenu.
Získali zprávu z Atlantidy a plukovník přináší několik zpráv: přebírá velení, oznamuje, že v Egyptě bylo objeveno ZPM, které později přiletí spolu s Daidalem. Také s sebou přivezli kolejnicová děla a 6 naquahdahem obohacených nukleárních hlavic, ty plánují rozmístit jumperem nad městem jako poslední obrannou linii před Wraithy. Město budou muset bránit do příletu Daidala se ZPM, poté budou moci zapnout štít. Ze Země byl přivezen i nový naquahdahový generátor s výkonem vyšším o 600 %, takže Sheppard bude moci použít křeslo. Zjišťují však, že jim zbývá jen pár dronů.
Najednou se nad Atlantidou objeví mnoho padajících asteroidů, které zničí všechny připravené nukleární miny. Pravděpodobně je nasměrovaly wraithské úly. Když se obnoví senzory, objevuje se nálet šipek. Téměř všechny se dostávají až do „ulic“ města, některé šipky se chovají jako kamikaze. Kolejnicová děla jsou sice proti šipkám účinná, ale ani zdaleka ne tak přesná jako drony. Major Sheppard tedy pomocí křesla vystřelí pár zbývajících dronů.
Když nakonec všechny šipky zničí, McKay udává, že nefungují ani vnitřní ani vnější senzory a mnoho částí města je poškozeno. Major Sheppard navrhne, že až Úly přiletí, vletí se zamaskovaným jumperem dovnitř, a doktorka Weirová navrhne, že ke zvýšení efektivnosti by mohli získat, s trochou štěstí, nové atomovky od Geniiů. McKay se Zelenkou se tedy, po krátkém vzdoru proti plk. Everettovi, snaží použít křeslo k ovládání jumperu na dálku.
Teyla cítí ve městě další wraithy, pravděpodobně piloty „kamikaze“, kteří se před výbuchem transportovali. Athosiané se nabízejí k pomoci s hledáním wraithů, plk. Everett jim tedy po chvilce přemlouvání dává zbraně. Různě rozmístěným týmům se postupně daří zničit pár wraithů.
Mezitím přišla odpověď od Geniiů – „jsou ochotni otevřít komunikaci mezi jejich světy“. Když se tedy doktorka Weirová vydá sama neozbrojena (na přání Geniiů) na jejich planetu, je spoutána a držena jako rukojmí, kterou chtějí vyměnit za C-4, kterou tak chtějí. Přestože je spoutána, nabízí Geniiům obchod: dost C-4 na postavení mnoha bomb za dva prototypy jejich atomovek, které o C-4 obohatí a „vyzkouší“ na Úlu.
Nakonec tuto nabídku Geniiové přijmou a dají Atlanťanům dva prototypy, které ale nejsou hotové. McKay potřebuje asi den na jejich dokončení. Beckett tedy jeho a Zelenku pumpuje stimulanty, aby neusnuli.
Právě ve chvíli, kdy stavbu bomb dokončí, jumpery hlídkující nad městem hlásí přilétající úly, ze kterých se vynořuje obrovský nálet šipek. Rodney McKay ale zjišťuje, že naquahdahový generátor, který napájel křeslo, je vybitý. Zatímco se wraithové ve velkém transportují do města, major Sheppard se rozhodne a bere si jeden z jumperů, aby doručil bombu osobně.
V úplném závěru se neozývá Teyla, Ford stojí se svým týmem proti mnohonásobné přesile wraithů a doktorka Weirová zadává autodestrukci. Epizoda končí pohledem na Sheppardův puddle jumper těsně před Úlem.

### 3. část
Sheppard těsně před výbuchem uslyší rozkaz, že se má odmaskovat. Na Atlantidě vidí výbuch, ale neradují se, protože si myslí, že Sheppard zahynul. Vzápětí se ale dozvídají, že přiletěl Daidalos a Shepparda zachránil. Daidalos předává Atlanťanům ZPM, aby McKay mohl zapojit štít. Zatím se posádka Daidala snaží zničit poslední mateřský úl. S pomocí Asgarda (který ovšem s postupem nesouhlasí, přesto ale pomůže) transportují válečnou hlavici do úlu a tím jej zničí. Když chtějí zničit ještě i křižníky a šipky, zjistí, že Wraithové vstupují do hyperprostoru a chtějí v plné rychlosti napálit do města. Daidalos jim nemůže pomoci, protože nemůže vyvinout takovou rychlost. Rodney McKay má na zapojení štítu jen 45 vteřin, jinak náraz wraithských lodí zničí celé město. McKayovi se štít podaří na poslední chvíli zapojit. Ještě je potřeba zbavit město Wraithů, kteří se sem dříve transportovali.
Weirová posílá Shepparda na ošetřovnu za Everetem. Plukovník Everet byl během bojů napaden Wraithem, a než byl Wraith zastřelen, podařilo se mu z Evereta vysát část životní energie. Everet se na ošetřovně omlouvá Sheppardovi. (Měli předtím spor, protože Sheppard zastřelil Sumnera, dobrého přítele plukovníka Evereta.) Po vlastní zkušenosti s Wraithem Everet chápe, že zastřelení Sumnera byl akt milosti, a lituje, že Sheppard tam v danou chvíli nebyl i pro něj.
Atlanťané zjišťují své stavy – kolik lidí padlo. Nemohou najít Forda. Sheppard trvá na rozšíření hledání mimo město a Forda objeví ve vodě. S využitím Daidala Forda transportují nejprve na Daidalos a vzápětí na ošetřovnu. Spolu s ním je transportován i mrtvý Wraith. Ford byl hodinu v ledové vodě, přesto přežil. Doktor se domnívá, že je to díky enzymu, který Wraithové uvolňují do těla oběti během krmného procesu. Bez tohoto enzymu by oběť okamžitě zemřela. Wraithové tedy uvolní enzym a tím udělají oběť na chvíli silnější, aby mohli vysát veškerou životní energii. Při zabití Wraitha se do Fordova těla zřejmě uvolnilo velké množství enzymu. Doktor se obává, že se Fordovo tělo může stát na enzymu závislým a že Forda nedokážou zachránit. Potřebuje proto nasbírat enzym z těl mrtvých Wraithů.
Rodney se Zelenkou oznamují, že objevili dalších 12 úlů v hyperprostoru. Dorazí do 36 hodin. Sheppard nechce jen sedět a čekat, chce zaútočit první. Ford se mezitím hlásí Weirové do služby, protože se cítí zdráv (jedno jeho oko má nepřirozeně velkou duhovku…). Na Daidalu Nováková s Asgardem transportují hlavice do úlů. Stihnou zničit jen dva úly, než Wraithové najdou způsob, jak transport hlavic zablokovat. Zformují se a zaútočí na Daidalos. Daidalos má poškozené štíty, zapnou proto hyperprostor a odletí z bitvy.
Mezitím dojde ke konfliktu mezi doktorem a Fordem. Doktor chce, aby se Ford vrátil na ošetřovnu, Ford nesouhlasí a doktora napadne (chytí ho pod krkem a zvedne do výšky). Po chvíli se „probere“ a svého chování lituje. Vrací se na ošetřovnu, kde by měl být hlídán a pod vlivem sedativ. Doktor Weirové sděluje, že enzym začíná ovlivňovat mozkovou chemii a že léčba bude agresivní a bolestivá. Ford jejich rozhovor slyší (sedativa na něj tedy zřejmě nefungují). Ford zaútočí a s pistolí v ruce se dožaduje enzymu. Doktor mu enzym vydá a Ford utíká.
Atlanťané zjišťují, že pokud budou stále pod palbou, ZPM napájející ochranný štít se brzy vyčerpá. Dokud budou na Atlantidě, budou přilétat další a další Wraithové. Atlanťané se proto rozhodnou předstírat, že Atlantida již neexistuje. Naplánují simulovat autodestrukci, během výbuchu budou senzory oklamány a Atlantidu s pomocí maskování zabudovaného v jumperu zamaskují Atlantidu. Ovšem nelze mít aktivovaný štít i maskování zároveň, navíc o maskování Wraithové ví. Aby se akce zdárně povedla, Teyla se rozhodne předat Wraithům vzkaz, že Atlantidu raději zničí, než aby ji nechali padnout do rukou Wraithů. Vše se zdárně povede.
Mezitím Sheppard pronásleduje Forda. Ten má v sobě veškerý enzym a Sheppardův zásah zbraní je pro něj neúčinný. Ford obsadí jumper, aktivuje bránu a někam odletí.
Daidalos hlásí, že Wraithové lest neodhalili, uvěřili ve zničení Atlantidy a stahují se pryč do hyperprostoru.